# Tales of Arise
Tales of Arise (テイルズ オブ アライズ, Teiruzu obu Araizu) est un jeu vidéo d'action-RPG développé et édité par Bandai Namco Entertainment, sorti le 10 septembre 2021 sur PC, PlayStation 4, Xbox One, PlayStation 5 et Xbox Series. Il fait partie de la série Tales of.

## Histoire
Depuis trois siècles, la planète Dhana est asservie par sa voisine, la planète Rena. Ses habitants sont réduits en esclavage par les Réniens afin de produire de l'énergie astrale. Le seigneur rénien qui possède le plus de cette énergie est en effet nommé souverain. Le joueur incarne Alphen, un de ces Dhaniens travaillant dans une mine. Amnésique et insensible à la douleur, sa vie va basculer lors de sa rencontre avec Shionne, qui a la faculté d'électrocuter toute personne entrant en contact avec elle. Bien qu'étant rénienne, son but est proche de ceux des Dhaniens : exterminer les cinq seigneurs qui asservissent chacun une région de Dhana et libérer la planète,.

## Personnages

### Personnages jouables
- Alphen
- Shionne
- Rinwell
- Law
- Dohalim
- Kisara

## Développement
Le développement du jeu a débuté avant l'annonce de Tales of Vesperia: Definitive Edition en 2018. Le jeu est initialement conçu comme une nouvelle licence (IP) et non un jeu de la série Tales of, ce qui explique la forte différence avec les précédents jeux de la série.
Le jeu est présenté officiellement lors de l'E3 2019. 
Initialement prévu pour 2020 sur PC, PlayStation 4 et Xbox One, la date de sortie du jeu est finalement repoussée en raison de la pandémie de Covid-19. Le jeu est finalement sorti le 10 septembre 2021 et bénéficie en plus de versions PlayStation 5 et Xbox Series.

## Accueil
Le jeu reçoit le titre de « meilleur RPG de l'année » lors des Game Awards 2021.